# Concha Vázquez
Concepción Vázquez Martínez (Santiago de Compostela, 7 de diciembre de 1906 - Santiago de Compostela, 3 de julio de 1971), también conocida como Concha Vázquez, fue una pintora española. Firmó algunas de sus obras como Concha Vázquez Eleicegui Martínez.

## Trayectoria
Nació en Santiago de Compostela en 1906, siendo la tercera de cinco hermanos nacidos en una familia que, aparte de los escritos inéditos de su padre, no había tenido vínculos con el mundo artístico.
A los dieciocho años, comenzó su formación en la pintura de la mando de Juana Brocos, que le enseñó los conceptos básicos, siguiendo los métodos tradicionales de enseñanza artística, haciéndole copiar láminas y figuras de yeso.
Dos años después, ingresó en el taller de Tito Vázquez, considerado el padre de la escuela compostelana de pintura, con el que también se formaron artistas como Elvira Santiso, Juan Luis López, Lino Martínez Villafínez o Manuel López Garabal. En este taller, se sometió a un método de enseñanza completamente distinto, basado en el estudio directo del natural. Incorporó en sus obras los retratos de cabezas de personas ancianas y una paleta rica en tonalidades terrosas, amarillas y carmín, aunque comenzó a firmarlas como "Concha Vázquez Eleicegui Martínez" para dejar claro que no es sobrina del maestro, sino que utiliza los dos apellidos de su padre.
En 1928, bajo la tutela de Tito Vázquez, participó en la exposición Regional de Arte Gallego celebrada en Vilagarcía con dos cabezas. En 1929 abrió su primer estudio de arte y en 1930 realizó su primera exposición individual en la sala del club náutico de Vigo.
Se mudó con su hermano José a la aldea de Mallas, en Finisterre, cuando este finalizó la carrera de Medicina ya que, siendo soltero, necesitaba a alguien que lo acompañara y le ayudara con las tareas domésticas de su casa y consulta. Debido a la guerra civil española, regresó a Santiago, donde tuvo que empezar a trabajar ya que su padre se había jubilado y sus hermanos habían sido suspendidos de pago. Durante un año trabajó como ayudante de sección en el taller de Artes Industriales de Ramón Torres Carraqué.
Su pintura, con un estilo original, se inscribió en la corriente regionalista, caracterizada por un fuerte humanismo y su capacidad para captar la mirada y transmitir la carga emocional de sus modelos. En sus obras reflejó el cambio de las mujeres campesinas y del mar en la Galicia del siglo XX. También introdujo elementos de sus etapas vitales, como juguetes infantiles en la época de sus maternidades o, como en el caso de su último cuadra, que retrató juguetes de su nieto.
El 17 de septiembre de 1939, se casó con el pintor Manuel López Garabal. A partir de 1948, realizaron numerosas exposiciones juntos en las principales ciudades de Galicia y en Madrid. En abril de 1957, realizó con gran éxito de crítica y público una exposición presentada por el académico Julio Sigüenza en los Salones Macarrón de Madrid, que fue impulsada por el Centro Gallego y patrocinada por el pintor Fernando A. de Sotomayor. Ese mismo año, tras la inauguración de otra exposición en la sala de la Unión Protectora de Artesanos en Santiago de Compostela, sufrió una serie de graves enfermedades que deterioran su salud y le impidieron, entre otras cosas, volver a exponer en Madrid.
En 1964, Concha Vázquez, junto a pintores del taller de Tito Vázquez y otros artistas como Felipe Criado, Manuel Pesqueira, Segundo Hevia o Antonio Moragón, formó el grupo que se denominó 'Mateo'.
El 3 de marzo de 1971, inauguró en Santiago la que fue su última exposición en vida, enfermando esa misma noche. Pocos días antes, había enviado dos cuadros a la I Exposición Nacional Trienal de Bellas Artes.
Su familia, legó parte de su obra a la ciudad de Santiago de Compostela.

## Reconocimientos
En 1971, el jurado de la I Exposición Nacional Trienal de Bellas Artes le concedió por unaminidad la Medalla de Honor como homenaje póstumo a su obra y dedicación artística.
El ayuntamiento de Santiago de Compostela ha dedicado una sala a su pintura en el museo de la ciudad.

## Obra
Algunas de sus obras más destacadas fueron:
- El zapatero, 1930
- Manolito, 1948
- Carga de Manzanas, 1948;
- Conchita, 1949
- Naiciña, 1950
- La niña del remolino, 1951
- Gitana, 1951
- En el mercado, 1954
- Lavanderas, 1956
- Familia marinera, 1956
- Moziños, 1963
- Muchachas en el mercado, 1970.